# Barack Obama starší

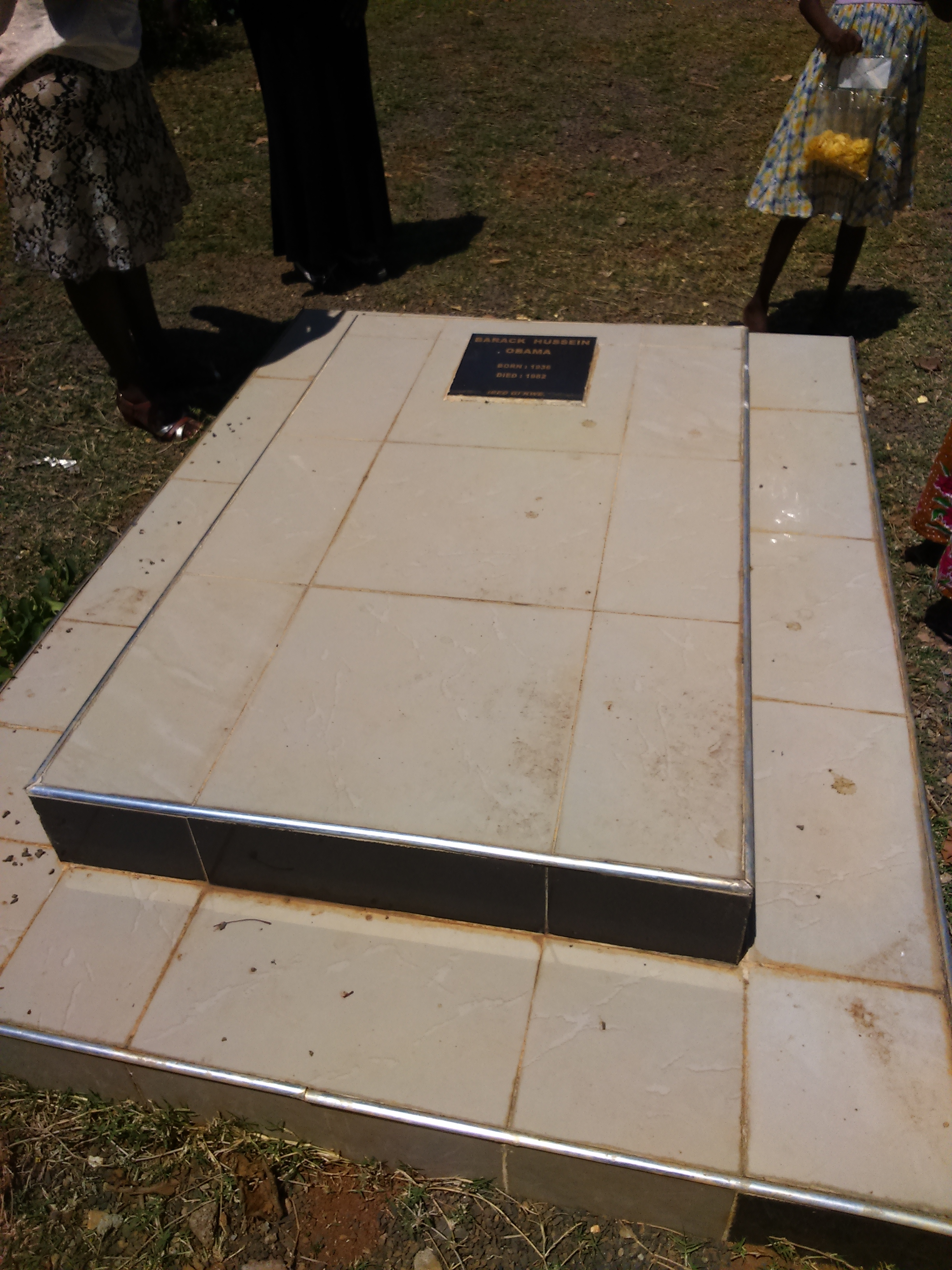
Hrob Baracka Obamy staršího v jeho rodné vesnici Nyang'oma Kogelo

Barack Hussein Obama (18. června 1936 Nyang'oma Kogelo — 24. listopadu 1982 Nairobi) byl keňský ekonom a politik, otec amerického prezidenta Baracka Obamy, který mu věnoval autobiografickou knihu Cesta za sny mého otce.

## Život
Barack Hussein Obama starší se narodil v roce 1936 v okrese Rachuonyo v Keni. Jeho rodina je příslušníkem etnické skupiny Luo. Jeho otcem byl Onynago Obama a jeho matkou byla Habiba Akumu Nyanjango. Jeho otec Onynago Obama byl kuchař: původně katolík, během pracovního pobytu na Zanzibaru konvertoval k islámu. Barack sám navštěvoval anglikánskou školu, v dospělosti se označoval za agnostika. Pro svůj studijní talent byl zařazen do programu umožňujícího mladým Keňanům vzdělání v USA, který založil Tom Mboya a podporovali ho John Fitzgerald Kennedy nebo Harry Belafonte. Nastoupil na Havajskou univerzitu, kde získal titul B. A. v ekonomice. Během studií se seznámil s bílou Američankou z Kansasu Stanley Ann Dunhamovou, s níž se roku 1961 oženil a zplodil syna Baracka. Pár se rozvedl roku 1964.
Obama pak studoval na Harvardu, kde získal titul M. A., roku 1964 se vrátil do Keni a pracoval jako manažer ropné společnosti, později působil na ministerstvu dopravy a ministerstvu financí. Byl příznivcem ekonomických reforem, v roce 1965 vydal studii Problémy afrického socialismu, v níž podpořil ministra Toma Mboyu proti prezidentovi Jomo Kenyattovi. Když byl roku 1969 Mboya zavražděn atentátníkem, ztratil Obama vlivného zastánce a byl ze státních služeb propuštěn. V roce 1971 podnikl cestu na Havaj, při níž se setkal s bývalou rodinou včetně syna Baracka mladšího. V Keni byl v nemilosti a nemohl najít práci, což vedlo k psychickým problémům a závislosti na alkoholu. Zemřel při dopravní nehodě v roce 1982.
Měl osm dětí se čtyřmi ženami:
- Malik Obama (* 1958, matka Kezia Obama)
- Auma Obama (* 1960, matka Kezia Obama)
- Barack Obama (* 1961, matka Stanley Ann Dunham)
- Mark Ndesandjo (* 1965, matka Ruth Beatrice Baker-Ndesandjo)
- David Ndesandjo (1968–1987, matka Ruth Beatrice Baker-Ndesandjo)
- Abo Obama (* 1968, matka Ruth Beatrice Baker-Ndesandjo)
- Bernard Obama (* 1970, matka Ruth Beatrice Baker-Ndesandjo)
- George Obama (* 1982, matka Jael Otieno)[7]